# Samuel Larsen
Samuel Peter Acosta Larsen, mais conhecido como Samuel Larsen (nascido em 28 de agosto de 1991) é um ator e cantor dos Estados Unidos, nascido na cidade de São Francisco, Califórnia. Samuel ficou conhecido após ter ganho junto com Damian McGinty o reality show The Glee Project.

## Vida
Desde muito jovem, Larsen tocava bateria, baixo, guitarra e teclado. Ele se formou em Murrieta Valley High School em 2009, e ele estava na banda da escola. No segundo ano, tornou-se vocalista e guitarrista da banda da escola 15 do Norte e a banda se apresentou em festivais. 
Larsen também foi um modelo para roupas e acessórios Jac Vanek.
Em 2010, Larsen fez o teste na 9ª temporada de American Idol, mas foi cortado depois de fazê-lo para Hollywood, deixando de fazê-lo para as semifinais. Depois de fazer alguns trabalhos como modelo de pista para o estilista Michael Ashton, ele conheceu seu breve companheiro de banda Skip Arnold durante um desfile. Enquanto isso Larsen e Skip Arnold formaram os "Bridges I Burn" da banda e em breve um terceiro membro, Salvatore Spinelli, juntou a eles. Larsen escreve e executa a maioria de suas músicas. Ele fez teste para o papel de Sam Evans em Glee mas não conseguiu o papel, o que, em última instância foi a Chord Overstreet. 
Em 2011 participou do "The Glee Project" e venceu a competição, junto com Damian McGinty. O reality show lhe rendera participação em 7 episódios da série Glee, que mais tarde o transformaria em personagem regular da série.
Sua primeira aparição Glee estava no décimo terceiro episódio da terceira temporada, intitulado "Heart", como Joe Hart, um cristão antigamente educado em casa. Durante esse episódio ele atuou em duas músicas: "Hearts Stereo" e "Gym Class Heroes" e um mashup da Associação "Cherish" e de Madonna, "Cherish". Apesar de seu prêmio por ter vencido The Glee Project foi sete episódios, ele apareceu em cada um dos últimos dez episódios da terceira temporada de Glee. Além disso, ele posteriormente apareceu como um mentor para segunda temporada do The Glee Project, e já apareceu em 12 episódios na quarta temporada de Glee. 
Atualmente, Samuel é cantor solo, e seu mais novo E.P. é "Stems - 3 Blind Costumes ". aqui você pode baixar seu E.P completo e aqui você pode ouvir mais músicas dele. 
Em Julho de 2018, Larsen foi escalado para interpretar o universitário Zed Evans na adaptação cinematográfica da série literária After.

## Filmografia

### Cinema
| Ano  | Filme            | Papel     | Notas          |
| ---- | ---------------- | --------- | -------------- |
| 2015 | The Breakup Girl | Urie      | Longa-metragem |
| 2016 | The Remains      | Tommy     | Longa-metragem |
| 2016 | Recovery         | Logan     | Longa-metragem |
| 2017 | Disconnected     | Drik      | Longa-metragem |
| 2019 | After            | Zed Evans | Longa-metragem |

### Televisão
| Ano         | Título        | Papel        | Notas        |
| ----------- | ------------- | ------------ | ------------ |
| 2012 - 2015 | Glee          | Joe Hart     | 25 episódios |
| 2015        | Threesome     | Pancho       | 1 episódio   |
| 2015        | Hawaii Five-0 | Alfie Tucker | 1 episódio   |